# Stadtamt Bruchsal
Das Stadtamt Bruchsal war eine von 1803 bis 1807 bestehende Verwaltungseinheit im Land Baden während der napoleonischen Zeit, es war der Landvogtei Michelsberg zugeordnet. Das Amt setzte sich aus vier Ortschaften zusammen, die zuvor unter kirchlicher Landeshoheit des Hochstifts Speyer gestanden hatten und erst in Umsetzung des Reichsdeputationshauptschlusses an Baden gefallen waren.
Neben der bisherigen Hauptstadt Bruchsal mit 5916 Einwohnern (Zahlen jeweils für 1802) waren es Forst (639), Neuthard (427) und Büchenau (608). Verbindendes Element war, dass die Bewohner dieser Dörfer in der Stadt Bruchsal Bürgerrecht genossen. Als Leiter der Verwaltung wird 1805 der Stadtamtmann Bernhard Gmehl genannt.
Mit dem General-Ausschreiben über die Eintheilung des Großherzogthums Baden in Bezirke vom 1. Juli 1807 wurde das Stadtamt aufgelöst und mit den meisten der Orte des Landamts Bruchsal zum Oberamt Bruchsal verschmolzen. Nach einer erneuten Trennung 1809, nun in Stadt- und Erstes Landamt sowie Zweites Landamt, kam es 1819 zu einer dauerhaften Vereinigung, erneut unter der Bezeichnung Oberamt Bruchsal. Dieses ging über den Landkreis Bruchsal im Rahmen der Kreisreform 1973 im Landkreis Karlsruhe auf.